# Magneti Marelli
Magneti Marelli S.p.A. är ett italienskt företag som tillverkar och utvecklar system och komponeter för fordonsindustrin. Magneti Marelli har sitt huvudkontor i Corbetta i provinsen Milano och har verksamhet i 19 länder. Antalet anställda var 2013 cirka 38000. Omsättningen låg 2013 på 6 miljarder euro. Magneti Marelli  ingår i Fiat Chrysler Automobiles.
Magneti Marelli grundades 1919 som ett samarbete mellan Fiat och Ercole Marelli. Företaget kallades då F.I.M.M. - Fabbrica Italiana Magneti Marelli.